# Sebastian Siedler

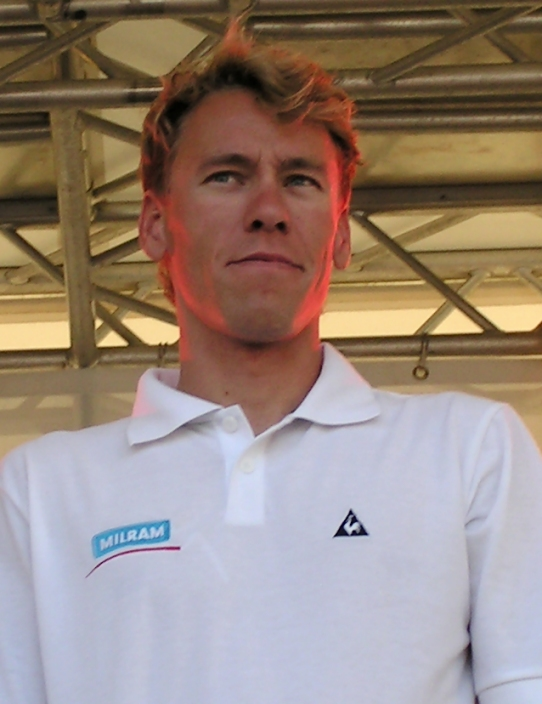
Sebastian Siedler bei der Deutschland Tour 2006 in Düsseldorf.

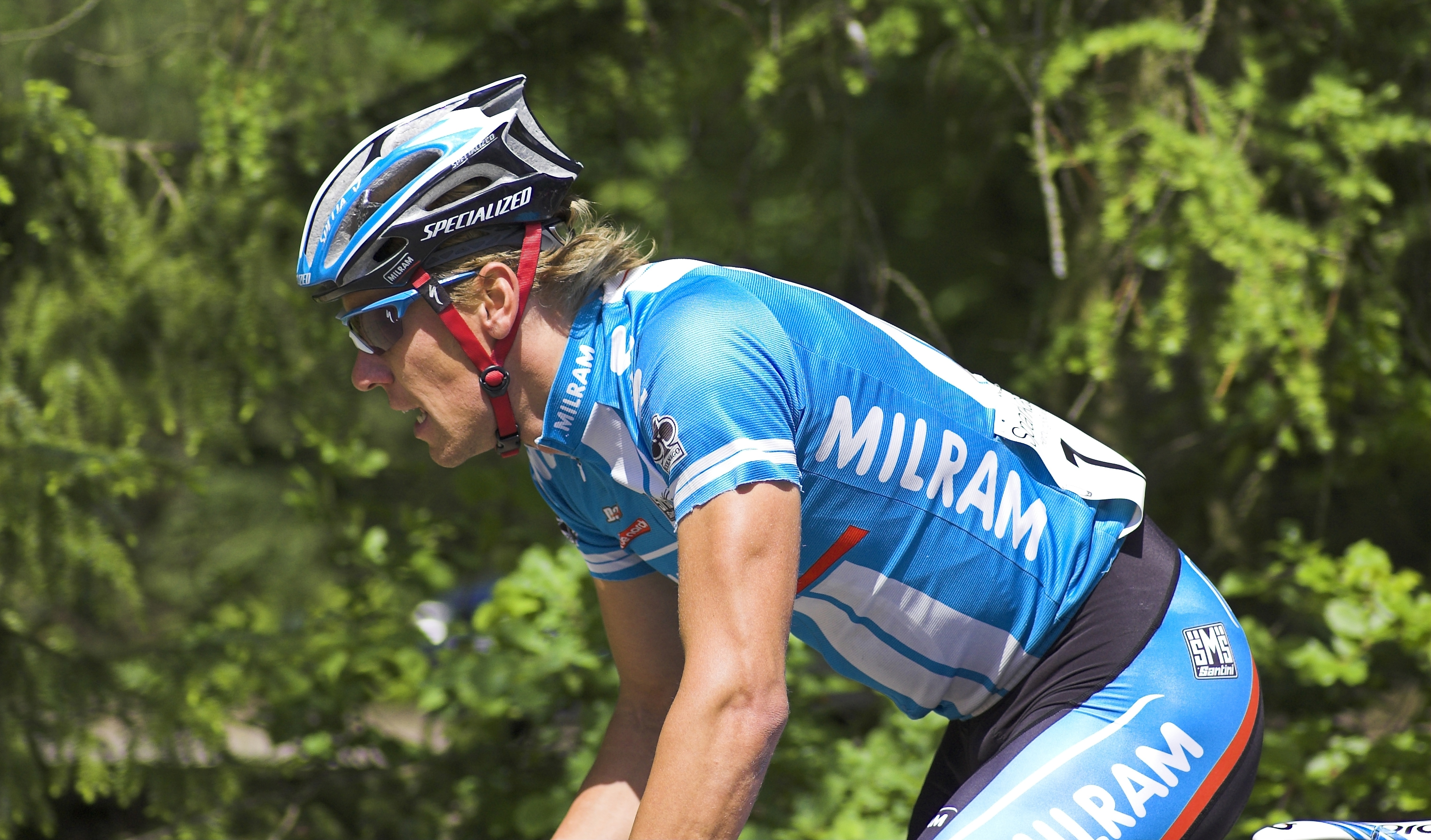
Sebastian Siedler beim 19. GP Buchholz 2007

Sebastian Siedler (* 18. Januar 1978 in Leipzig) ist ein ehemaliger deutscher Radrennfahrer.

## Leben
Nach Meistertiteln im Junioren- und Männerbereich und mehreren Siegen auf der Straße wurde er im Jahr 2000 Weltmeister in der Mannschaftsverfolgung. Zwei Jahre später errang er in dieser Disziplin die Silbermedaille, außerdem zeigte er sich mit mehreren Tageserfolgen bei Rundfahrten erfolgreich.
Mit dem Wechsel von TEAG Team Köstritzer zum Team Wiesenhof im Jahre 2004 erhielt Sebastian Siedler seinen ersten Profivertrag. Er erwies sich schnell als Leistungsträger und gewann eine Etappe der Friedensfahrt, einen Tagesabschnitt der Hessen-Rundfahrt und zum Abschluss der Saison noch das Rennen Rund um die Nürnberger Altstadt.
2006 und 2007 startete Siedler für das UCI ProTeam Milram. In der Saison 2008 fuhr er für Skil-Shimano. 2009 und 2010 startete er für das österreichische Professional Continental Team Vorarlberg-Corratec. Ende der Saison 2010 beendete er seine Karriere als Berufsradfahrer.

## Erfolge

### Bahn
1995
- Vizeweltmeister Mannschaftsverfolgung (Junioren)

1996
- Vizeweltmeister Mannschaftsverfolgung (Junioren)

1998
- Deutscher Meister Mannschaftsverfolgung

1999
- Deutscher Meister Mannschaftsverfolgung

2000
- Weltmeister Mannschaftsverfolgung

2002
- Deutscher Meister Mannschaftsverfolgung

2003
- Deutscher Meister Mannschaftsverfolgung

### Straße
1997
- Prolog Thüringen-Rundfahrt

2000
- eine Etappe Thüringen-Rundfahrt

2002
- eine Etappe Hessen-Rundfahrt

2004
- eine Etappe Hessen-Rundfahrt
- eine Etappe Friedensfahrt
- Rund um die Nürnberger Altstadt

2007
- eine Etappe Bayern-Rundfahrt

2008
- eine Etappe Tour de Picardie

2009
- eine Etappe Presidential Cycling Tour
- eine Etappe Post Danmark Rundt

## Teams
- 2004 Team Wiesenhof
- 2005 Team Wiesenhof
- 2006 Team Milram
- 2007 Team Milram
- 2008 Skil-Shimano
- 2009 Vorarlberg-Corratec
- 2010 Vorarlberg-Corratec